# Hesselby
För andra betydelser, se Hesselby (olika betydelser).

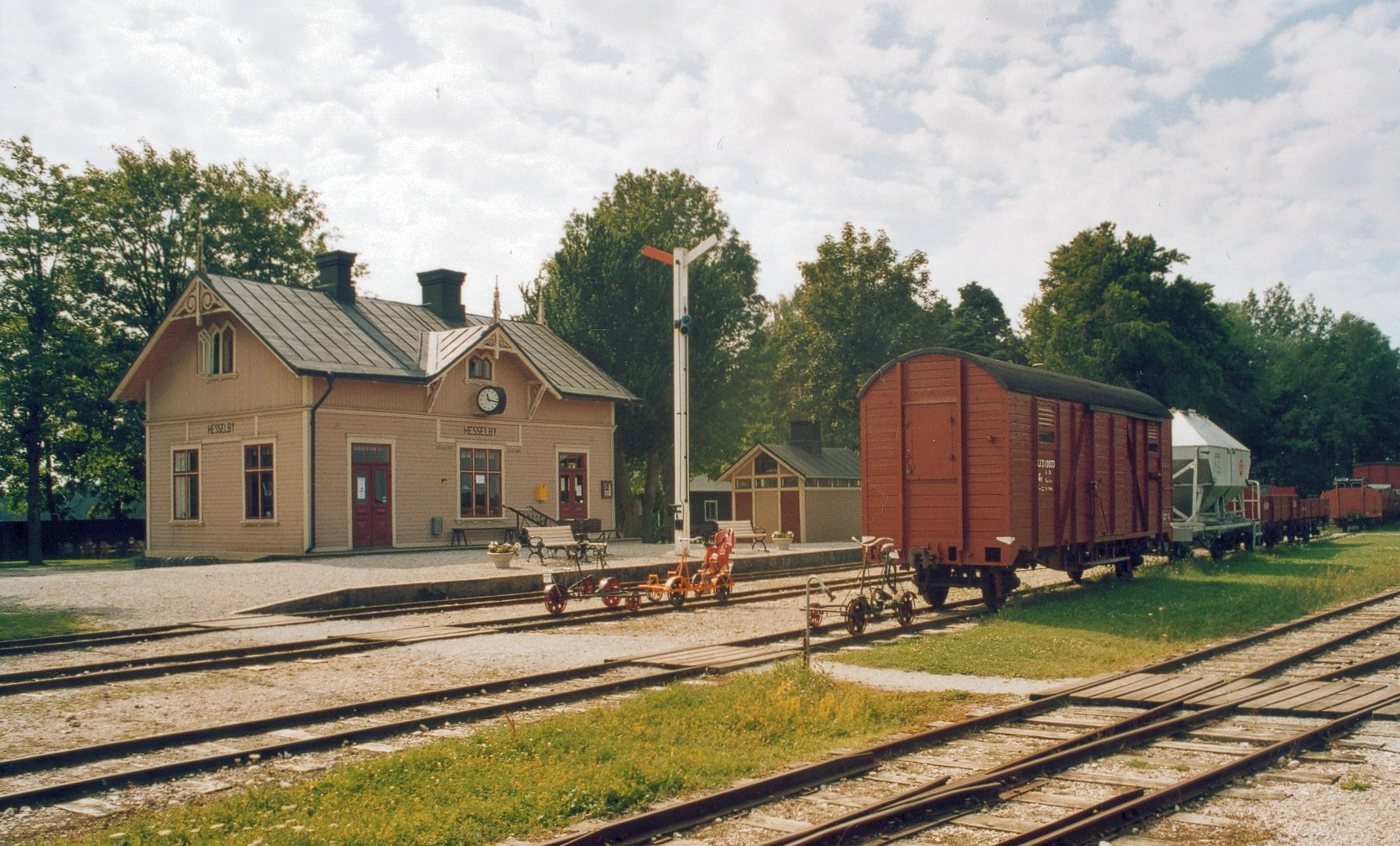
Hesselby station.

Hesselby är en station i Dalhems socken, mellersta Gotland, på Gotlands Hesselby Jernväg.
Stationen byggdes 1902 och lades ned 1953 tillsammans med järnvägen. Några år fungerade byggnaden som postkontor. 1972-1974 renoverades stationsbyggnaden av Föreningen Gotlandståget och fungerar nu åter som stationsbyggnad för Hesselby-Roma museijärnväg.
Sedan 2002 är stationshuset, utedassen och två magasin förklarade som byggnadsminne. Ett av magasinen hyser ett järnvägsmuseum.